# Salzkopf

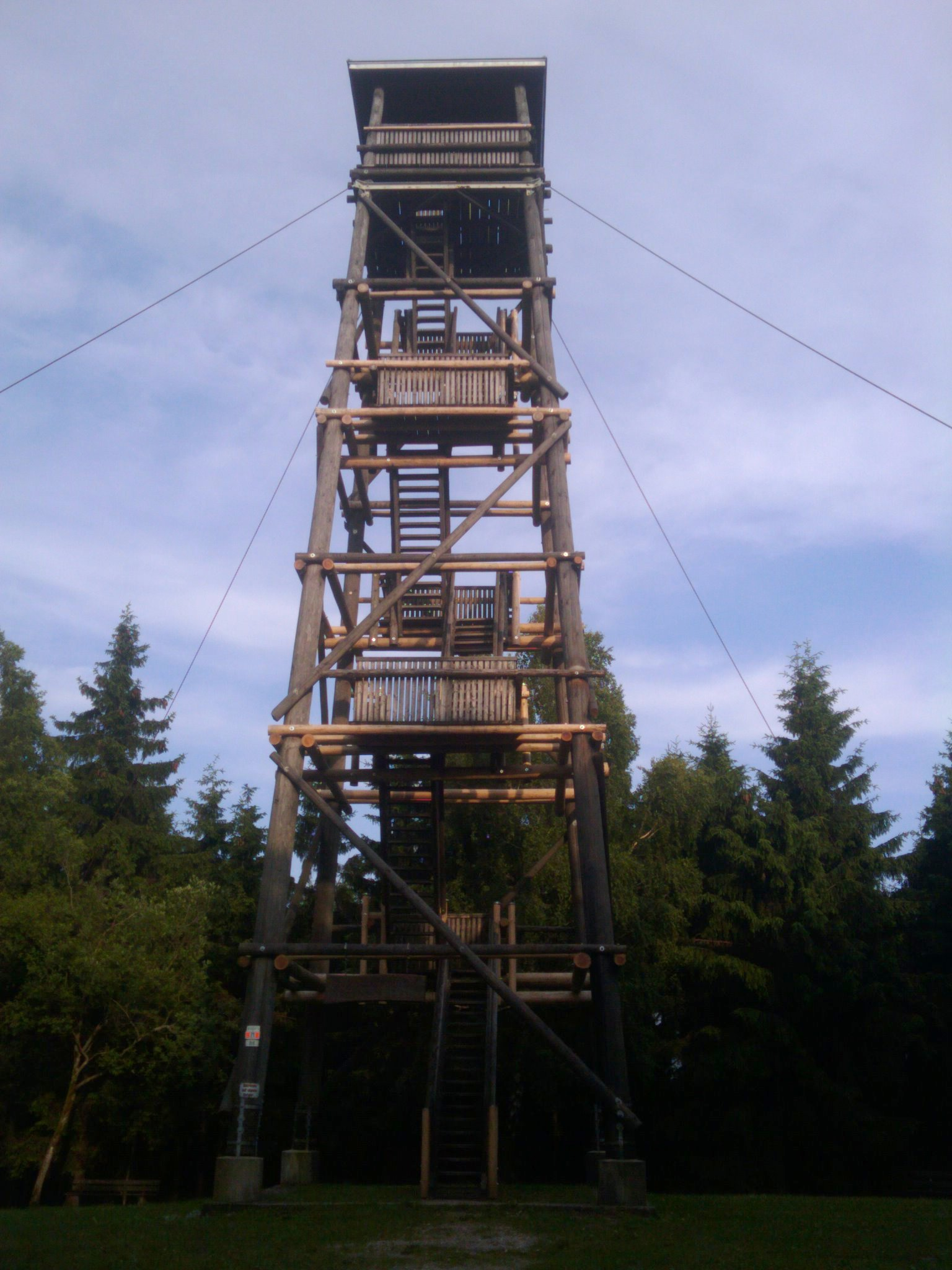
Aussichtsturm Salzkopfturm

Der Salzkopf nahe Waldalgesheim in Rheinland-Pfalz ist mit 627,6 m ü. NHN die zweithöchste Erhebung im Binger Wald nach dem Kandrich (638,6 m) und die höchste Erhebung des Landkreises Mainz-Bingen.

## Geographie

### Lage
Der zum Gemeindegebiet von Weiler bei Bingen gehörende Salzkopf befindet sich etwa 6,4 km nordwestlich von Waldalgesheim (beide im Landkreis Mainz-Bingen), 4,1 km nordnordöstlich von Daxweiler und 5,8 km (je Luftlinie) nördlich von Stromberg (beide im Landkreis Bad Kreuznach).

### Naturräumliche Zuordnung
Der Salzkopf zählt in der naturräumlichen Haupteinheitengruppe Hunsrück (Nr. 24) und in der Haupteinheit Soonwald (240) zur Untereinheit Binger Wald (240.0). Die Landschaft fällt nach Nordwesten bis Norden in den Naturraum Nordfuß des Binger Waldes (Nordfuß; 240.00) ab. Zudem fällt sie nach Norden – durch den Ostzipfel dieses Naturraums – in die Untereinheit Südöstlicher Rheinhunsrück (244.0) ab, die zur Haupteinheit Rheinhunsrück (244) zählt.

## Schutzgebiete
Der Salzkopf liegt im Landschaftsschutzgebiet Rheingebiet von Bingen bis Koblenz (CDDA-Nr. 323852; 1978 ausgewiesen; 403,28 km²) und im Fauna-Flora-Habitat-Gebiet Binger Wald (FFH-Nr. 6012-301; 32,68 ha).

## Salzkopfturm und Sendemasten
Wenige Meter nordöstlich des Salzkopfgipfels steht der 24 m hohe Aussichtsturm Salzkopfturm, von wo man die Aussicht zum Hunsrück, in das Mittelrheintal und zum Rheinhessischen Hügelland genießen kann. Etwa 120 m südwestlich des Gipfels steht ein Sendemast und 500 m südsüdwestlich davon ein weiterer Sendemast.

## Verkehr und Wandern
Von Waldalgesheim aus kommend führt die Kreisstraße 29 überwiegend nordwestwärts zum bewaldeten Salzkopf, die am Forsthaus Lauschhütte auf 583,4 m Höhe nach Süden abknickt und kurz darauf in die südsüdwestwärts nach Daxweiler verlaufende K 36 übergeht. Von der Lauschhütte hat man nach Ostnordosten einen etwa 800 m langen Waldweg bis zum Gipfel mit dem Salzkopfturm zurückzulegen. Ausgeschilderte Wege führen auch zum Siebenburgenblick und Kandrich. Über den Berg führt der Europäische Fernwanderweg E8.

## Kampfjet-Absturz 1964
Am 7. April 1964 startete vom damaligen Fliegerhorst Pferdsfeld eine Rotte mit zwei Kampfflugzeugen vom Typ F-86-Sabre Mk.6 zu einem Übungsauftrag „Tiefflug in Flugplatznähe“. Nachdem beide Flugzeuge den Salzkopf bereits einmal überflogen hatten, verlor bei einem weiteren Überflug der 27-jährige Pilot, Oberleutnant Frank S., der die zweite Maschine mit dem Kennzeichen JC-118 flog, die Orientierung, und die Maschine stürzte gegen 10:45 Uhr im dichten Nebel offenbar nach einer Baumwipfelberührung in den Wald nahe dem Salzkopf. Der Pilot fand dabei den Tod. Die Maschine war mit AIM-9 Sidewinder und HVAR-Raketen bestückt. Kameraden errichteten kurze Zeit nach dem Unglück ein Gedenkkreuz. Anlässlich des 70. Geburtstag des verstorbenen Piloten wurde 2006 im Rahmen einer privaten Initiative eine Tafel mit Erläuterungen zum Unfall angebracht.

## Sportfliegerabsturz 1983
Am Morgen des 8. April 1983 stürzte eine einmotorige Propellermaschine vom Typ Piper PA-28 in den Fichtenhochwald südöstlich des Salzkopfgipfels etwa zwanzig Meter unter Gipfelhöhe. Die Maschine war auf dem Weg von Leutkirch nach Köln und hatte vier Kemptener Bürger an Bord: die beiden Lehrer Norbert S. (36) und Rüdiger S. (38), den Zahnarzt Hanns D. (56) und den Fluglehrer Alfred M. (55), der das Sportflugzeug führte. Alle Insassen verloren bei dem Unfall das Leben. Laut Gutachten kam es bei schlechtem Wetter vermutlich infolge unterschrittener Mindestgeschwindigkeit zum Strömungsabriss an den Tragflächen. Ein Gedenkkreuz am Absturzort erinnert ohne Namensnennung an die Toten.